# شاپرک (فیلم ۱۹۳۴)
شاپرک (انگلیسی: The Moth) فیلمی است که در سال ۱۹۳۴ منتشر شد.